# Tom Kilburn
Tom Kilburn (Dewsbury, 11 agosto 1921 – 17 gennaio 2001) è stato un matematico e informatico britannico.
Nel corso di una carriera produttiva di 30 anni, è stato coinvolto nello sviluppo di cinque computer di grande importanza storica. Con Frederic Calland Williams (Freddie Williams) ha lavorato al primo computer elettronico a programma memorizzato al mondo, il Manchester Baby, mentre lavorava all'Università di Manchester. Il suo lavoro ha spinto Manchester e la Gran Bretagna in prima linea nel campo emergente dell'informatica.
Laureato al Sidney Sussex College di Cambridge, Kilburn ha lavorato al radar presso il Telecommunications Research Establishment (TRE) a Malvern sotto Frederic Calland Williams durante la seconda guerra mondiale. Dopo la fine della guerra, è stato reclutato da Williams per lavorare allo sviluppo di computer presso l'Università di Manchester. Ha guidato lo sviluppo di una serie di computer Manchester innovativi che incorporavano una serie di innovazioni e sviluppi rivoluzionari, tra cui Ferranti Mark 1, il primo computer commerciale al mondo, e Atlas, uno dei primi computer multiprocessore time-sharing che incorporavano pianificazione dei lavori, spooling, interrupt, pipelining e paging.

## Biografia

### Istruzione
Tom Kilburn è nato a Dewsbury, nello Yorkshire, l'11 agosto 1921. Dal 1932 al 1940, frequentò la Wheelwright Grammar School for Boys, dove il preside incoraggiava la sua attitudine per la matematica. Ha anche praticato sport, in particolare la corsa.
Nel 1940, Kilburn entrò nel Sidney Sussex College, Cambridge, con una borsa di studio statale, una borsa di studio principale della contea e una borsa di studio aperta minore, dove studiò matematica. Sebbene molti docenti universitari fossero assenti a svolgere lavori di guerra in luoghi come Bletchley Park, l'Università di Cambridge mantenne una vigorosa comunità matematica e Kilburn divenne il rappresentante del Sidney Sussex College nei New Pythagoreans, una cricca con la Cambridge University Mathematical Society che contava anche Gordon Welchman e Geoff Tootill tra i suoi membri. A causa dello scoppio della seconda guerra mondiale, i corsi furono compressi a due anni, e nel 1942 si laureò con lode in Prima Classe nella Parte I dei Tripos Matematici ed esami preliminari per la Parte II.

### Carriera e ricerca
Dopo la laurea, Kilburn ha seguito un corso veloce di elettronica ed è stato assegnato al Telecommunications Research Establishment (TRE) a Malvern, dove ha lavorato al radar nel Gruppo 19 sotto Frederic Calland Williams. Il gruppo era responsabile della progettazione e del debug dei circuiti elettronici. Sebbene Williams fosse inizialmente deluso per aver ricevuto qualcuno con così poca esperienza pratica, Kilburn divenne un membro prezioso del team. Il 14 agosto 1943 sposò Irene Marsden, una commessa. Hanno continuato a crescere un figlio, John, e una figlia, Anne.
Il lavoro di Kilburn in tempo di guerra ha ispirato il suo entusiasmo per una qualche forma di computer elettronico. Il principale ostacolo tecnico a tale sviluppo in quel momento era la mancanza di qualsiasi mezzo pratico di memorizzazione di dati e istruzioni. Nel luglio 1946, Kilburn e Williams svilupparono in collaborazione un dispositivo di memorizzazione basato su un tubo a raggi catodici (CRT) chiamato tubo Williams–Kilburn. Un brevetto è stato depositato nel 1946. Inizialmente lo hanno usato per memorizzare un singolo bit. L'immagine CRT è presto sbiadita, quindi hanno ideato uno schema in base al quale veniva letta e aggiornata continuamente, rendendo in modo efficace l'archiviazione dei dati permanente. Nel dicembre 1947, erano in grado di memorizzare 2.048 bit su un CRT da 150 mm di diametro.
Nel dicembre 1946, Williams assunse la Edward Stocks Massey Chair of Electrotechnics presso l'Università di Manchester e reclutò Kilburn in distacco da Malvern. I due svilupparono la loro tecnologia di memorizzazione e, nel 1948, Kilburn la mise a una prova pratica nella costruzione del Manchester Baby, che divenne il primo computer a programma memorizzato a eseguire un programma, il 21 giugno 1948. Ha conseguito il titolo di dottorato di ricerca nel 1948 per il suo lavoro a Manchester, scrivendo la sua tesi su Un sistema di archiviazione da utilizzare con computer digitali binari sotto la supervisione di Williams.

#### Computer di Manchester
Kilburn prevedeva un ritorno a Malvern ma Williams lo convinse a restare per lavorare al progetto di collaborazione dell'università sviluppando il Ferranti Mark 1, il primo computer commerciale al mondo. Max Newman si ritirò dal progetto, credendo che lo sviluppo dei computer richiedesse ingegneri e non matematici a questo punto, ma Williams preferì tornare all'elettrotecnica, lasciando Kilburn al comando. Fu assistito da Alan Turing, che arrivò a Manchester nel 1948. Il Mark I incorporava innovazioni come i registri di indice e i CRT combinati con l'archiviazione del tamburo magnetico. Nove computer Mark I furono venduti tra il 1951 e il 1957.

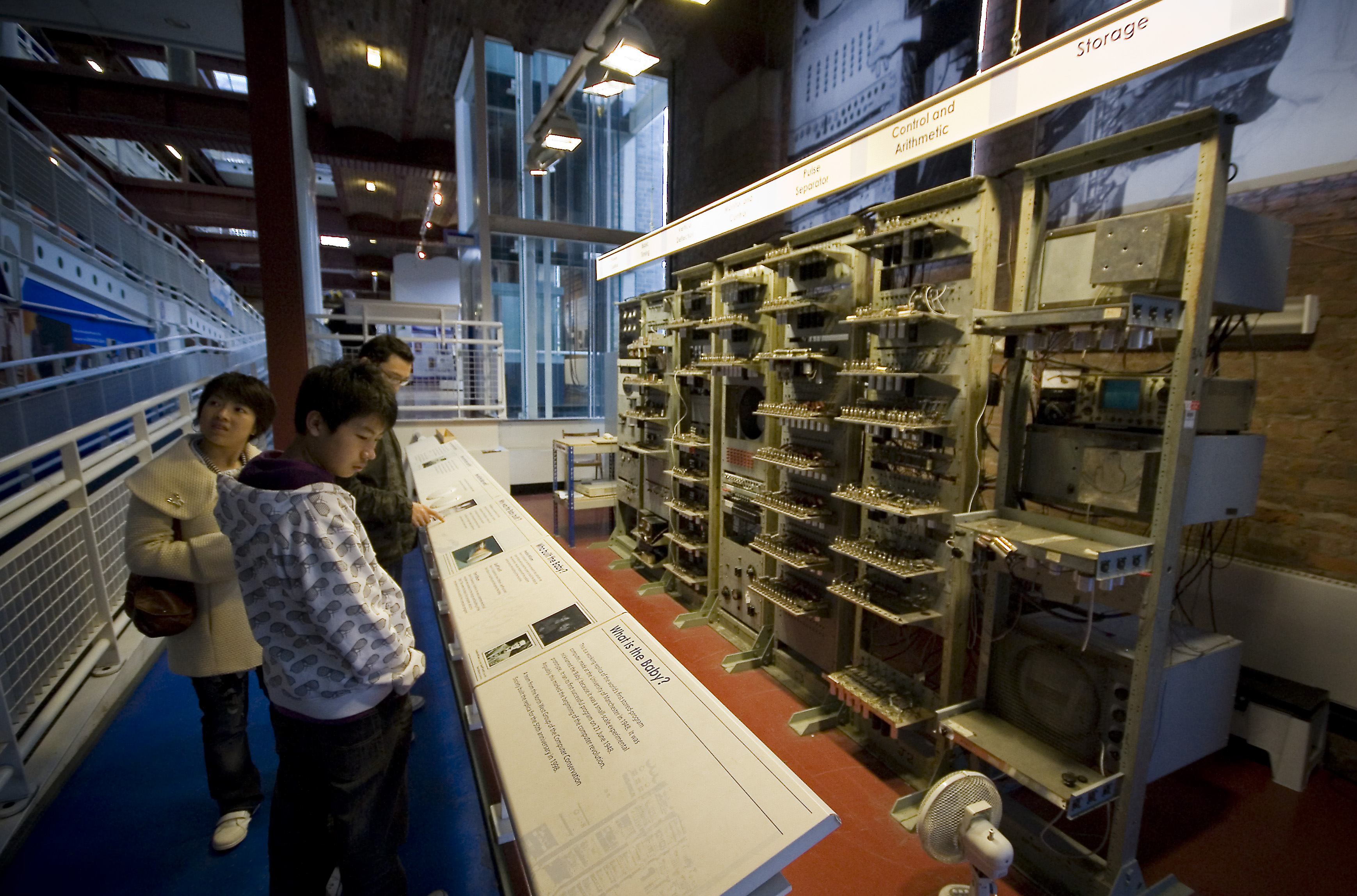
Replica di Baby presso il Science and Industry Museum di Manchester

Nei successivi tre decenni, Kilburn guidò lo sviluppo di una serie di innovativi computer Manchester. Il primo, iniziato nel 1951, fu uno sviluppo del Mark I noto come megacycle machine o Meg, che sostituì i diodi a valvole con quelli a stato solido. Ciò ha consentito un aumento dell'ordine di grandezza della frequenza di clock. Per aggiungere ulteriore velocità, Kilburn ha fornito una memoria CRT parallela a 10 bit. È stato anche uno dei primi computer, se non il primo, ad avere l'aritmetica in virgola mobile. Meg operò per la prima volta nel 1954 e diciannove furono vendute da Ferranti con il nome "Mercury", sei dei quali a clienti all'estero.
Mentre Kilburn guidava un team di progettazione che lavorava su Meg, ne guidava un altro con Dick Grimsdale e Douglas Webb, in un progetto di ricerca che esaminava quello che credeva sarebbe stato il prossimo passo avanti nella progettazione dei computer: l'uso dei transistor. La macchina a 48 bit che hanno completato nel novembre 1953 è stato il primo computer a transistor al mondo, con 550 diodi e 92 transistor, ed è stata prodotta da STC. Una versione migliorata completata nell'aprile 1955 aveva 1.300 diodi e 200 transistor, e fu venduta da Metropolitan-Vickers come Metrovick 950.
Il successivo progetto di Kilburn, noto come Atlas, mirava a creare un computer veloce sfruttando al massimo le tecnologie esistenti e nuove. Il progetto è stato sostenuto da Ferranti e una sovvenzione di 300.000 sterline dalla National Research Development Corporation.  Incorporava numerose tecnologie e tecniche come "multiprogrammazione, pianificazione dei lavori, spooling, interruzioni, pipelining, archiviazione interleaved, unità di trasferimento autonome, archiviazione virtuale e paging - sebbene nessuna di queste tecniche fosse stata inventata quando il progetto è iniziato nel 1956". Altre innovazioni includevano memoria di sola lettura e un Generatore di parser. La più grande innovazione è stata la memoria virtuale, che ha permesso di trattare la memoria del tamburo come se fosse un nucleo. Tre di loro furono costruiti e installati presso l'Università di Manchester, l'Università di Londra e il Rutherford Laboratory.

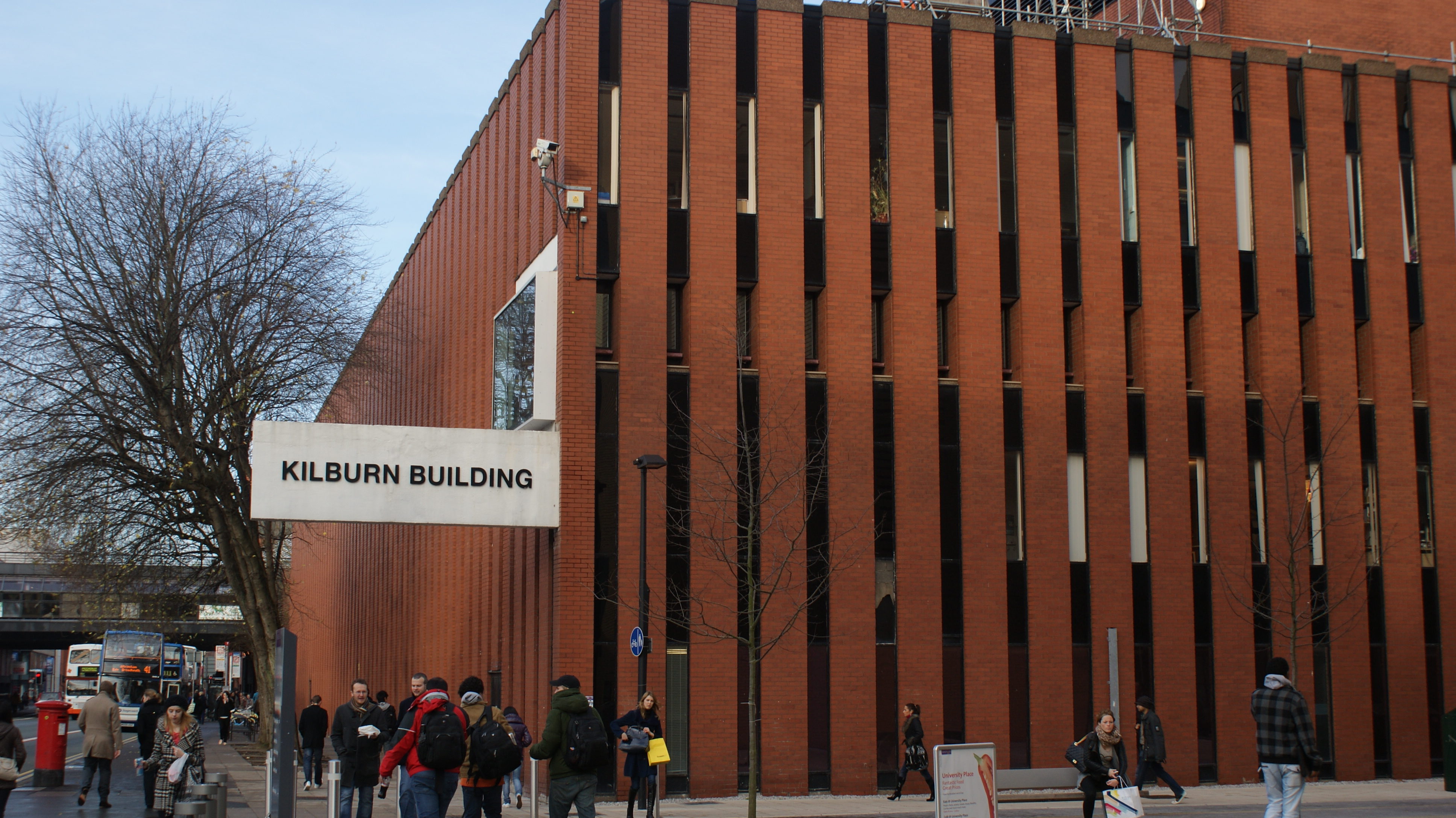
L'edificio Kilburn, sede del dipartimento di informatica dell'Università di Manchester, è stato chiamato così in onore di Tom Kilburn.

Kilburn è diventato professore di ingegneria informatica presso il Dipartimento di ingegneria elettrica a Manchester nel 1960. Ha svolto un ruolo fondamentale nella formazione del Dipartimento di informatica nel 1964, diventando il primo capo del dipartimento e ha servito come Preside della Facoltà di Scienze dal 1970 al 1972, e vice-rettore dell'università dal 1976 al 1979. Il suo progetto di computer finale è stato l'MU5, progettato per facilitare l'esecuzione di programmi in linguaggi di programmazione di alto livello. Un'analisi del codice scritto per l'Atlas ha fornito una panoramica della frequenza di diversi operandi e strutture di controllo. Il progetto è stato assistito da una sovvenzione di 630.000 sterline dal Science Research Council (SRC) assegnata in cinque anni. Il design ha fortemente influenzato il successo della serie ICL 2900.

## Premi e onorificenze
Nel corso degli anni, Kilburn ha ricevuto numerosi premi e riconoscimenti. È stato eletto Fellow della Royal Society (FRS) nel 1965, Distinguished Fellow della British Computer Society nel 1974 e membro del Computer History Museum "per i suoi contributi alla progettazione dei primi computer, incluso l'accesso casuale archiviazione digitale, memoria virtuale e multiprogrammazione" nel 2000. È stato nominato Commendatore dell'Ordine più eccellente dell'Impero britannico (CBE) nel 1973 e nel 1979 gli è stato conferito un dottorato onorario in scienze dall'Università di Bath.

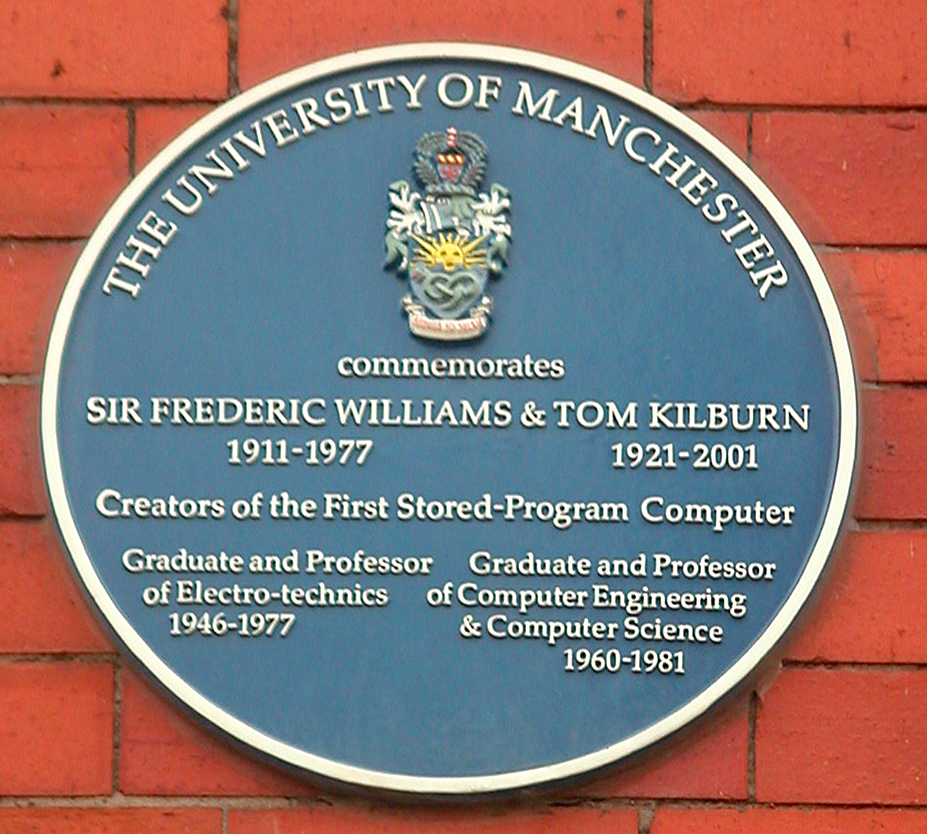
Targa commemorativa di Kilburn

Kilburn ha ricevuto l'IEEE Computer Society W. Wallace McDowell Award nel 1971 "per i suoi risultati nella progettazione e costruzione di alcuni dei primi - così come alcuni dei più potenti - computer al mondo", il British Computer Society IT Award nel 1973, la Royal Medal della Royal Society nel 1978, l'IEEE Computer Society Computer Pioneer Award nel 1982, l'Eckert-Mauchly Award nel 1983, e la Mountbatten Medal nel 1997. Un edificio dell'Università di Manchester, che ospita il Dipartimento di Informatica, è chiamato "The Kilburn Building" in suo onore. La sua nomina per la Royal Society recita:

## Vita privata
Kilburn andava abitualmente in vacanza con la sua famiglia a Blackpool, ma tornava sempre indietro in tempo per assistere alla prima partita del Manchester United F. C. della stagione calcistica. Ha affermato che guardare il Manchester United vincere la Coppa dei Campioni del 1968 a Wembley è stato il giorno più bello della sua vita.
Si è ritirato anticipatamente nel 1981 per prendersi cura della moglie malata, che soffriva di bronchite cronica, ma morì il 3 agosto 1981, due settimane prima del suo pensionamento.Dopo la morte della moglie, Kilburn visse da solo nella modesta casa che avevano condiviso a Manchester. Non possedeva un personal computer. Nel 1998 ha svelato una replica completamente funzionante di "The Baby" al Manchester Museum of Science and Industry. 
Morì al Trafford General Hospital di Davyhulme di polmonite a seguito di un intervento chirurgico addominale il 17 gennaio 2001.